# 温斯洛 (亚利桑那州)
温斯洛是美国亚利桑那州纳瓦霍县下属的一座城市。面积约为12.35平方英里（约合32平方公里）。根据2010年美国人口普查，该市有人口9,655人，人口密度为785.1/平方英里。在建制上，该市属于“City”。
美國著名搖滾樂隊Eagles的首張專輯的經典作品"Take It Easy"當中第二段正歌（Verse）部份所描寫的即為温斯洛。